# Gignéville
Gignéville est une commune française située dans le département des Vosges en région Grand Est.

## Géographie

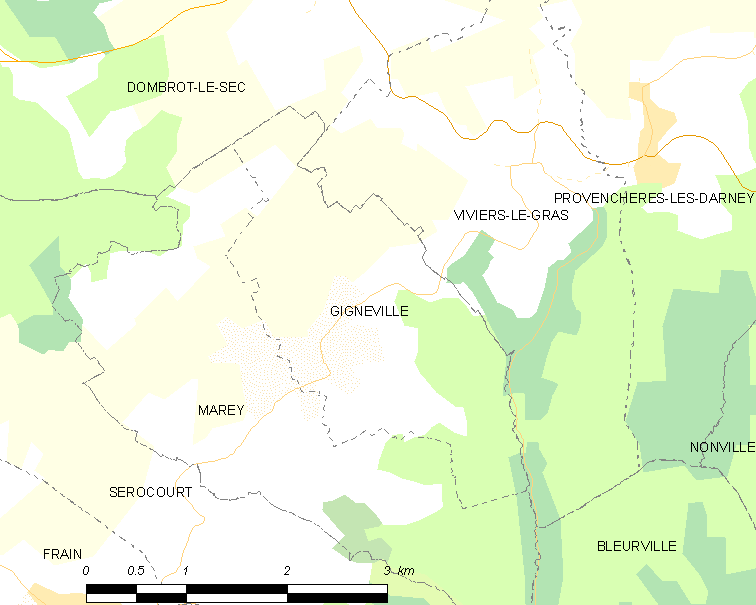
Carte de la commune de Gignéville et des proches communes.

### Localisation
La commune est à 1,3 km de Marey, 3,8 de Vivier-le-Gras et 4,5 de Dombrot-le-Sec.
|       | Dombrot-le-Sec |                 |
|       | Gignéville     | Viviers-le-Gras |
| Marey |                |                 |

### Hydrographie et les eaux souterraines
Hydrogéologie et climatologie : Système d’information pour la gestion des eaux souterraines du bassin Rhin-Meuse :
Territoire communal : Occupation du sol (Corinne Land Cover); Cours d'eau (BD Carthage),
Géologie : Carte géologique; Coupes géologiques et techniques,
 Hydrogéologie : Masses d'eau souterraine; BD Lisa; Cartes piézométriques.

#### Réseau hydrographique
La commune est située pour partie dans le bassin versant de la Meuse au sein du bassin Rhin-Meuse et pour partie dans le bassin versant de la Saône au sein du bassin Rhône-Méditerranée-Corse. Elle est drainée par la Mause et le ruisseau de Gigneville,.
La Mause, d'une longueur totale de 16,7 km, prend sa source dans la commune  et se jette dans la Saône à Monthureux-sur-Saône, après avoir traversé cinq communes.

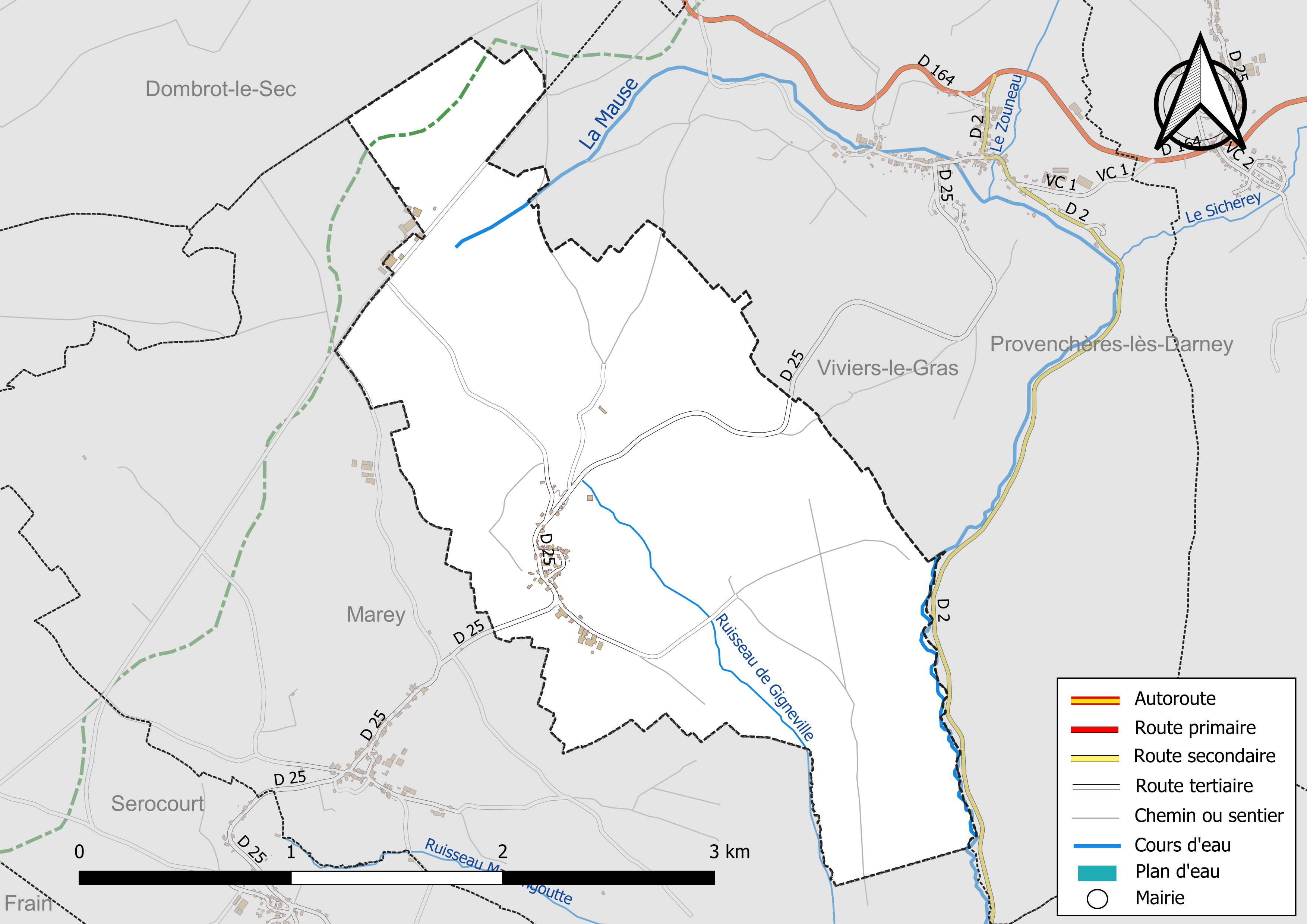
Réseaux hydrographique et routier de Gignéville.

#### Gestion et qualité des eaux
Le territoire communal est couvert par le schéma d'aménagement et de gestion des eaux (SAGE) « Nappe des Grès du Trias Inférieur ». Ce document de planification, dont le territoire comprend le périmètre de la zone de répartition des eaux de la nappe des Grès du trias inférieur (GTI), d'une superficie de 1 497 km2,  est en cours d'élaboration. L’objectif poursuivi est de stabiliser les niveaux piézométriques de la nappe des GTI et atteindre l'équilibre entre les prélèvements et la capacité de recharge de la nappe. Il doit être cohérent avec les objectifs de qualité définis dans les SDAGE Rhin-Meuse et Rhône-Méditerranée. La structure porteuse de l'élaboration et de la mise en œuvre est le conseil départemental des Vosges.
La qualité des eaux de baignade et des cours d’eau peut être consultée sur un site dédié géré par les agences de l’eau et l’Agence française pour la biodiversité.

### Climat
Pour des articles plus généraux, voir Climat du Grand Est et Climat des Vosges.
En 2010, le climat de la commune est de type climat de montagne, selon une étude du Centre national de la recherche scientifique s'appuyant sur une série de données couvrant la période 1971-2000. En 2020, Météo-France publie une typologie des climats de la France métropolitaine dans laquelle la commune est exposée à un climat océanique altéré et est dans la région climatique  Lorraine, plateau de Langres, Morvan, caractérisée par un hiver rude (1,5 °C), des vents modérés et des brouillards fréquents en automne et hiver. 
Pour la période 1971-2000, la température annuelle moyenne est de 9,6 °C, avec une amplitude thermique annuelle de 17,1 °C. Le cumul annuel moyen de précipitations est de 1 026 mm, avec 13,5 jours de précipitations en janvier et 9,4 jours en juillet. Pour la période 1991-2020, la température moyenne annuelle observée sur la station météorologique de Météo-France la plus proche, « Lignéville », sur la commune de Lignéville à 7 km à vol d'oiseau, est de 10,3 °C et le cumul annuel moyen de précipitations est de 856,3 mm. 
La température maximale relevée sur cette station est de 38,7 °C, atteinte le 25 juillet 2019 ; la température minimale est de −17,5 °C, atteinte le 20 décembre 2009,,. 
Les paramètres climatiques de la commune ont été estimés pour le milieu du siècle (2041-2070) selon différents scénarios d'émission de gaz à effet de serre à partir des nouvelles projections climatiques de référence DRIAS-2020. Ils sont consultables sur un site dédié publié par Météo-France en novembre 2022.

## Urbanisme

### Typologie
Au 1er janvier 2024, Gignéville est catégorisée commune rurale à habitat dispersé, selon la nouvelle grille communale de densité à sept niveaux définie par l'Insee en 2022.
Elle est située hors unité urbaine. Par ailleurs la commune fait partie de l'aire d'attraction de Vittel - Contrexéville, dont elle est une commune de la couronne,. Cette aire, qui regroupe 72 communes, est catégorisée dans les aires de moins de 50 000 habitants,.

### Occupation des sols
L'occupation des sols de la commune, telle qu'elle ressort de la base de données européenne d’occupation biophysique des sols Corine Land Cover (CLC), est marquée par l'importance des territoires agricoles (72,6 % en 2018), une proportion identique à celle de 1990 (72,6 %). La répartition détaillée en 2018 est la suivante : 
terres arables (34,4 %), forêts (27,4 %), prairies (26,8 %), zones agricoles hétérogènes (11,4 %). L'évolution de l’occupation des sols de la commune et de ses infrastructures peut être observée sur les différentes représentations cartographiques du territoire : la carte de Cassini (XVIIIe siècle), la carte d'état-major (1820-1866) et les cartes ou photos aériennes de l'IGN pour la période actuelle (1950 à aujourd'hui).

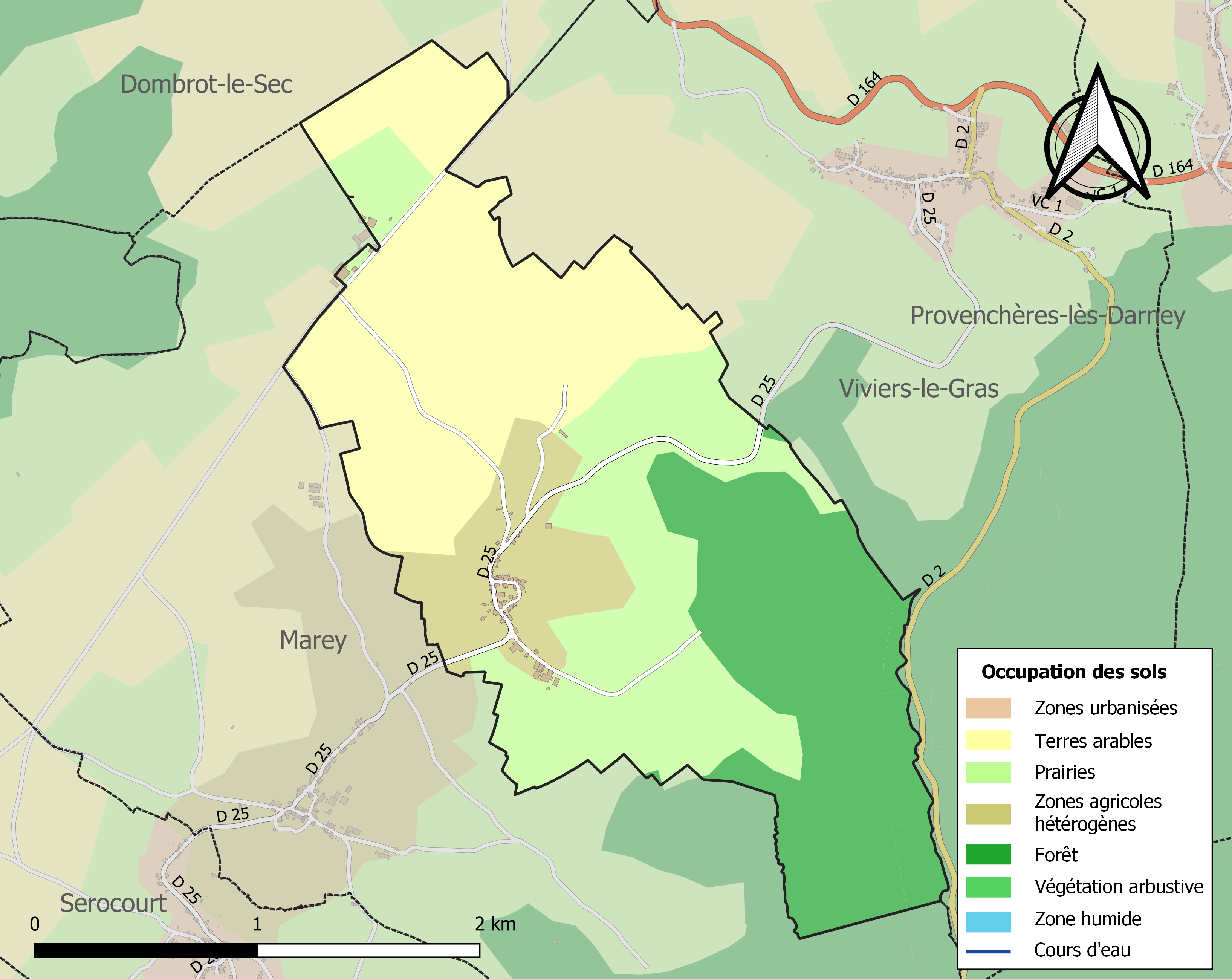
Carte des infrastructures et de l'occupation des sols de la commune en 2018 (CLC).

### Voies de communications et transports

#### Voies routières
- Autoroute A31 : Échangeurs Bulgnéville, Robécourt, Châtenois.

#### Transports en commun

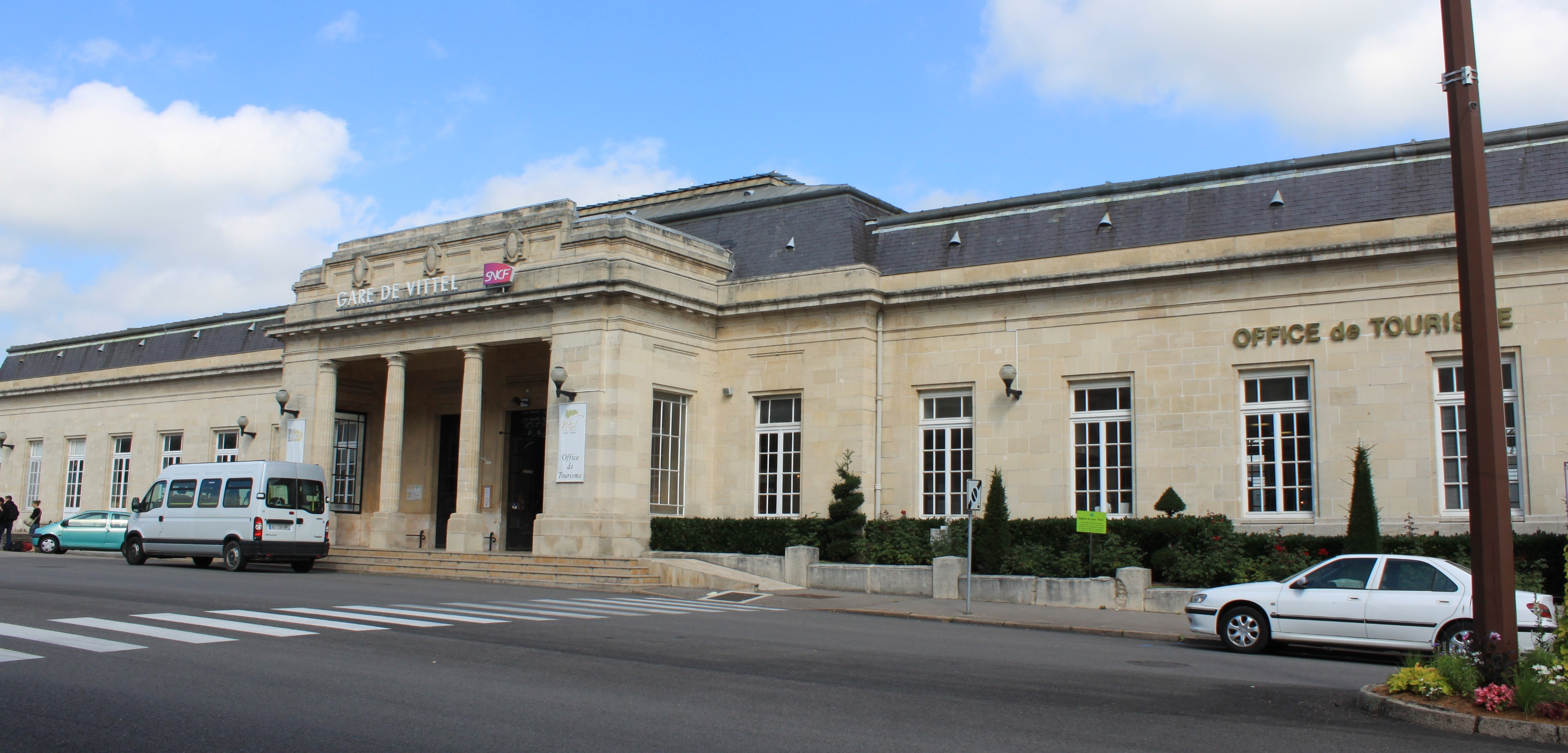
Gare de Vittel.

- Fluo Grand Est.

#### Lignes SNCF
- Gare de Contrexéville
- Gare de Vittel
- Gare de Merrey

## Toponymie
Le nom de la localité est attesté sous les formes Gingivilla (vers 1030) ; G. de Gineivilla (1065) ; Gineiville (1256) ; Gigneville (1315) ; Gineville (vers 1600) ; Geneville (1664) ; Gigniéville (1706).

## Histoire
Paroisse, diocèse de Toul, doyenné de Vittel ; 1777, diocèse de Saint-Dié, doyenné d’Escles.

## Politique et administration
Dans l'histoire récente, Gignéville s'est distingué pour son vote en faveur du candidat de la droite nationale (Front national), lui accordant 63,40 % au premier tour de la présidentielle de 1995. En 2002, Jean-Marie Le Pen fit 51,35 % au premier tour. Quant à Bruno Mégret, il obtint 13,51 % des suffrages. Au second tour, toujours en 2002, le président du FN réalisa 58,97 % des suffrages ; ce qui fait de Gignéville la septième commune de France à avoir voté le plus pour Jean-Marie Le Pen au second tour de l'élection présidentielle française de 2002.
| Période                                  | Période                       | Identité          | Étiquette | Qualité |
| ---------------------------------------- | ----------------------------- | ----------------- | --------- | ------- |
| Les données manquantes sont à compléter. |                               |                   |           |         |
| mars 2001                                | En cours (au 18 février 2015) | Jean-Paul Chanaux |           |         |

### Budget et fiscalité 2022

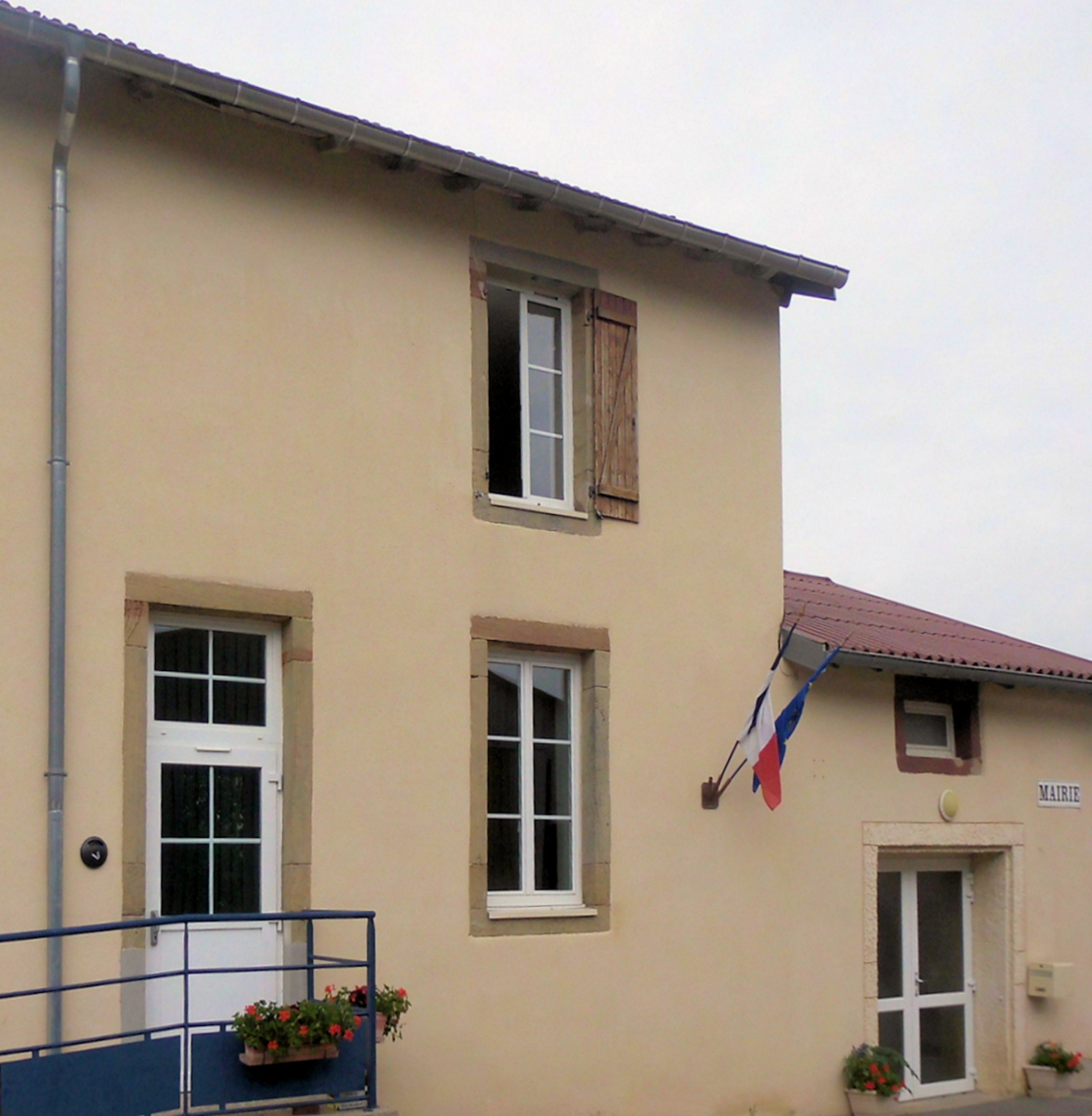
La mairie.

En 2022, le budget de la commune était constitué ainsi :
- total des produits de fonctionnement : 114 000 €, soit 1 413 € par habitant ;
- total des charges de fonctionnement : 56 000 €, soit 694 € par habitant ;
- total des ressources d'investissement : 103 000 €, soit 1 277 € par habitant ;
- total des emplois d'investissement : 33 000 €, soit 407 € par habitant ;
- endettement : 60 000 €, soit 736 € par habitant.

Avec les taux de fiscalité suivants :
- taxe d'habitation : 16,02 % ;
- taxe foncière sur les propriétés bâties : 34,80 % ;
- taxe foncière sur les propriétés non bâties : 14,82 % ;
- taxe additionnelle à la taxe foncière sur les propriétés non bâties : 0,00 % ;
- cotisation foncière des entreprises : 0,00 %.

Chiffres clés Revenus et pauvreté des ménages en 2021 : médiane en 2021 du revenu disponible, par unité de consommation.

## Économie

### Entreprises et commerces

#### Agriculture
- Élevage de vaches laitières.
- Élevage d'autres bovins et de buffles.
- Exploitation forestière.

#### Tourisme
- Hébergements et restauration à Contrexéville, Monthureux-sur-Saône, Vittel, Bulgnéville.

#### Commerces
- Commerces et services de proximité.

## Population et société

### Démographie

#### Évolution démographique
L'évolution du nombre d'habitants est connue à travers les recensements de la population effectués dans la commune depuis 1793. Pour les communes de moins de 10 000 habitants, une enquête de recensement portant sur toute la population est réalisée tous les cinq ans, les populations de référence des années intermédiaires étant quant à elles estimées par interpolation ou extrapolation. Pour la commune, le premier recensement exhaustif entrant dans le cadre du nouveau dispositif a été réalisé en 2006.

En 2022, la commune comptait 76 habitants, en évolution de −3,8 % par rapport à 2016 (Vosges : −2,96 %, France hors Mayotte : +2,11 %).
| 1793 | 1800 | 1806 | 1821 | 1831 | 1836 | 1841 | 1846 | 1856 |
| ---- | ---- | ---- | ---- | ---- | ---- | ---- | ---- | ---- |
| 245  | 264  | 238  | 236  | 260  | 273  | 284  | 274  | 239  |

| 1861 | 1866 | 1876 | 1881 | 1886 | 1891 | 1896 | 1901 | 1906 |
| ---- | ---- | ---- | ---- | ---- | ---- | ---- | ---- | ---- |
| 223  | 224  | 209  | 198  | 187  | 188  | 156  | 141  | 130  |

| 1911 | 1921 | 1926 | 1931 | 1936 | 1946 | 1954 | 1962 | 1968 |
| ---- | ---- | ---- | ---- | ---- | ---- | ---- | ---- | ---- |
| 137  | 92   | 87   | 91   | 95   | 89   | 67   | 82   | 81   |

| 1975 | 1982 | 1990 | 1999 | 2006 | 2011 | 2016 | 2021 | 2022 |
| ---- | ---- | ---- | ---- | ---- | ---- | ---- | ---- | ---- |
| 78   | 68   | 57   | 59   | 64   | 73   | 79   | 77   | 76   |

### Enseignement
Établissements d'enseignements :
- Écoles maternelles et primaires à Viviers-le-Gras, Dombrot-le-Sec, Martigny-les-Bains, Contrexéville, Vittel.
- Collèges à Martigny-les-Bains, Contrexéville, Vittel, Monthureux-sur-Saône, Lamarche.
- Lycées à Contrexéville, Mandres-sur-Vair.

### Santé
Professionnels et établissements de santé :
- Médecins à Contrexéville, Martigny-les-Bains, Vittel, Monthureux-sur-Saône.
- Pharmacies à Contrexéville, Martigny-les-Bains, Vittel, Monthureux-sur-Saône.
- Hôpitaux à Vittel, Lamarche, Ville-sur-Illon.

### Cultes
- Culte catholique, Paroisse Bienheureux-Jean-Baptiste-Menestrel[29], Paroisse de Saint-Dié.

## Lieux et monuments

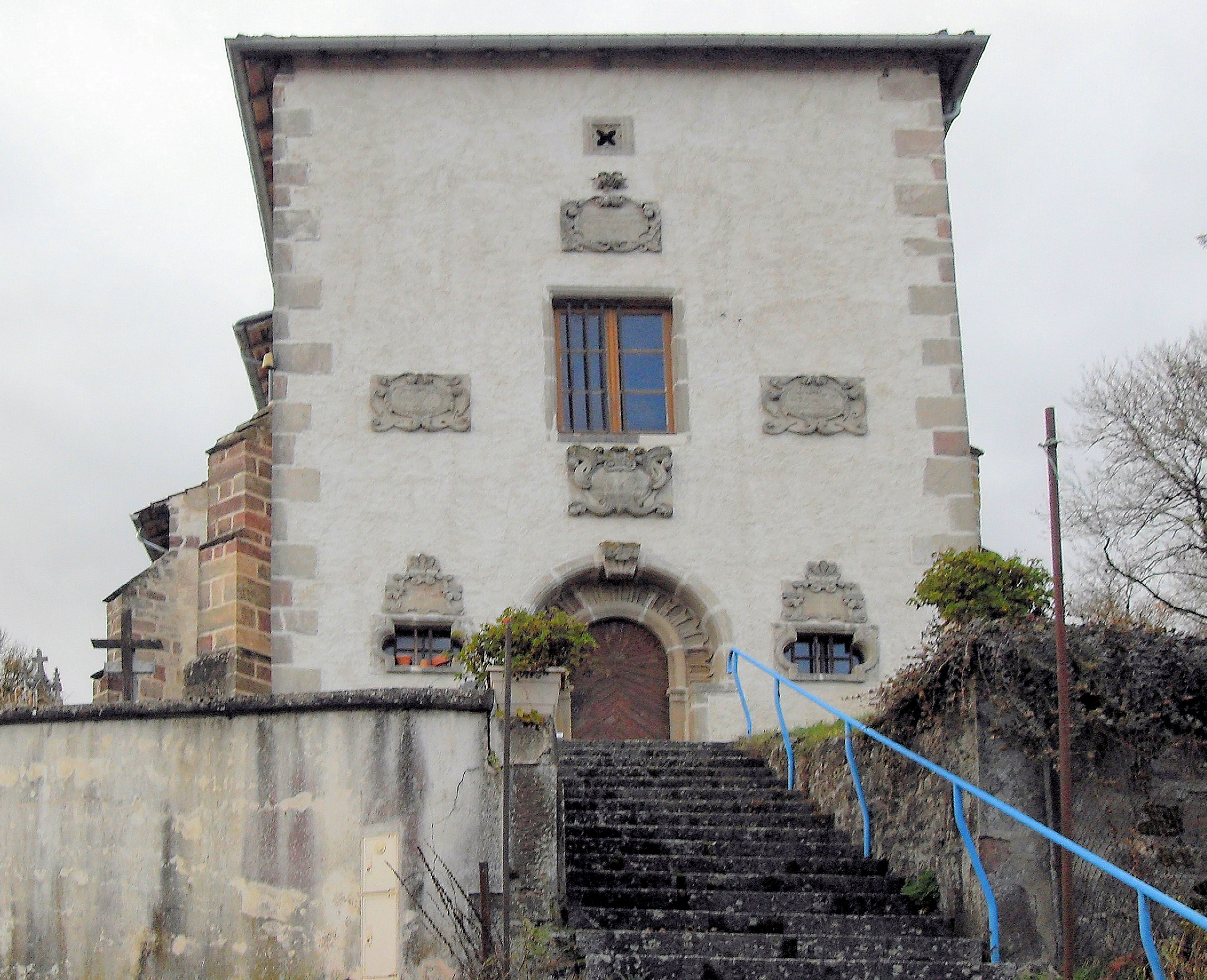
L'église Saint-Baldéric côté est.
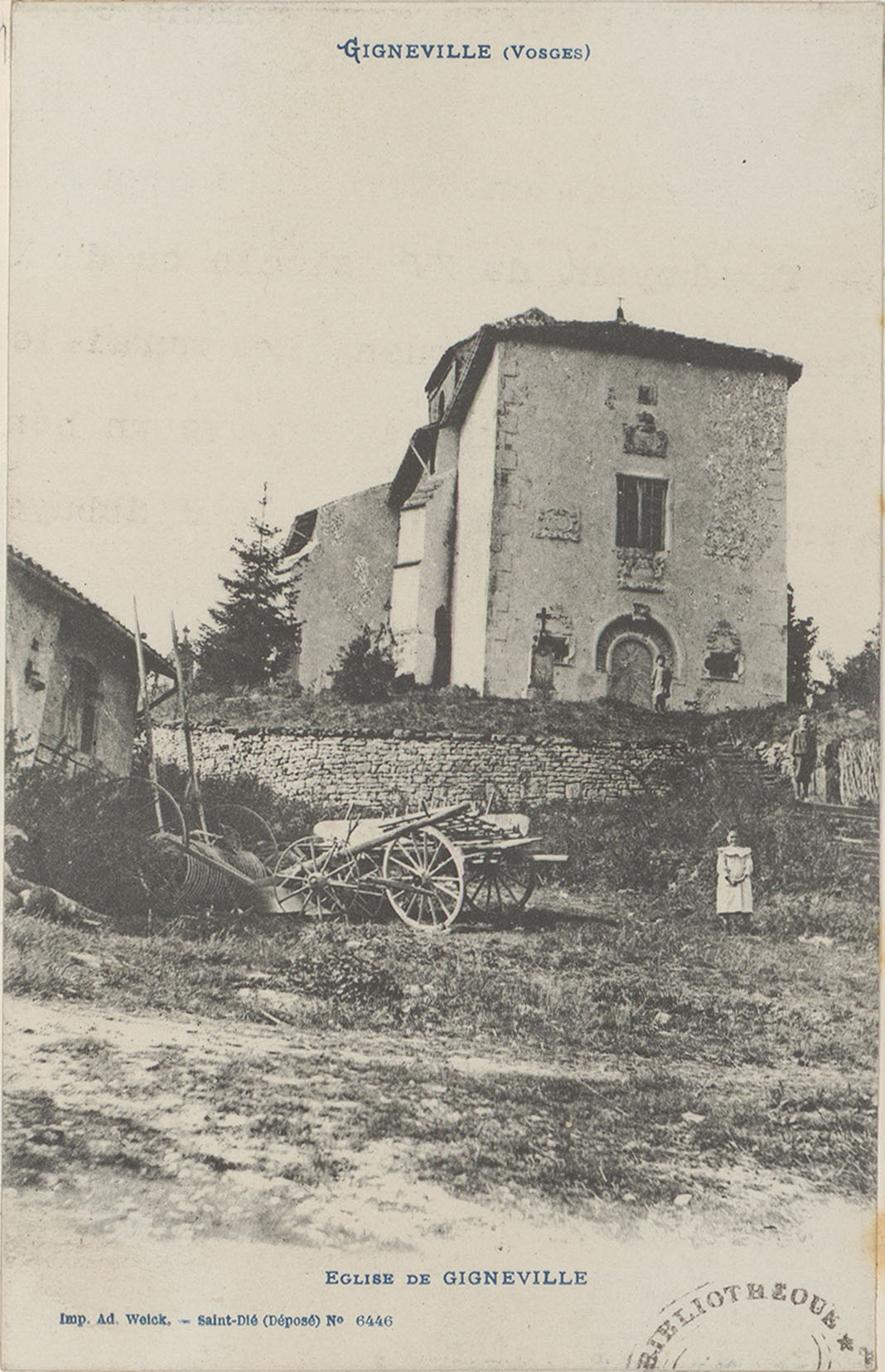
Vue historique de l'église Saint-Baldéric (A. Weick).  Carte postale représentant l'église de Gigneville entre 1880 et 1945. Le clocher date du XIIe siècle, le reste de l'édifice de 1712..

- La voie romaine de Langres à Strasbourg qui passait sur la commune de Gignéville[30].
- L'église Saint-Baldéric[31] et sa  nurserie de Petit Rhinolophe[32].
- Monument commémoratif[33].
- Patrimoine architectural rural recensé par le service de l'Inventaire général du patrimoine culturel[34].

Fontaine-lavoir-abreuvoir Sainte-Claire.
- Plaque de cocher, patrimoine routier[36].
- Projet de Parc naturel régional[37].
- Espaces naturels[38] :

Espace protégé Natura 2000,
2 Zones naturelles d'intérêt écologique, faunistique et floristique (Znieff).

## Pour approfondir